# Taenaris tainia
Taenaris tainia är en fjärilsart som beskrevs av Hans Fruhstorfer 1905. Taenaris tainia ingår i släktet Taenaris och familjen praktfjärilar. Inga underarter finns listade i Catalogue of Life.